# Dan Fogler
Daniel Kevin Fogler (Brooklyn (New York), 20 oktober 1976) is een Amerikaans acteur, komiek en schrijver. Hij verscheen in films als Balls of Fury, Good Luck Chuck, Fantastic Beasts and Where to Find Them, Fantastic Beasts: The Crimes of Grindelwald en Fantastic Beasts: The Secrets of Dumbledore, en sprak stemmen in voor Kung Fu Panda, Horton Hears a Who!, Mars Needs Moms en DC League of Super-Pets. Sinds 2018 vertolkt hij de rol van Luke in de serie The Walking Dead.

## Kinderjaren en opleiding
Fogler groeide op in een joods gezin in Brooklyn, New York. Hij is het tweede kind van Richard en Shari Fogler, een chirurg en een lerares Engels. Hij behaalde in 1994 zijn diploma aan de Poly Prep Country Day School, voordat hij naar de School of Theatre aan de Boston University ging.

## Carrière

### Theater
Fogler maakte zijn debuut op Broadway toen hij de rol van William Barfée in The 25th Annual Putnam County Spelling Bee speelde. In 2005 won hij een Theatre World Award voor de originele off-Broadway-productie en een Tony Award voor beste mannelijke bijrol in een musical voor de originele Broadway-productie.
Fogler schreef en regisseerde het toneelstuk Elephant in the Room, geïnspireerd door Ionesco's Rhinocéros, dat in 2007 in première ging op het New York International Fringe Festival.

### Televisie
Foglers eerste tv-optreden was in 2002 op FOX' 30 Seconds to Fame als deelnemer die Al Pacino nabootste. Nadien had hij terugkerende rollen in ABC's The Goldbergs, NBC's Hannibal, CBS' The Good Wife en stemwerk voor FOX' American Dad! Fogler heeft ook hoofdrollen gespeeld in ABC's Man Up! en Secrets & Lies.

### Film
Fogler speelde Randy Daytona in de komediefilm Balls of Fury (2007) en Stuart Klaminsky in Lionsgates Good Luck Chuck (2007) (tegenover Dane Cook en Jessica Alba). Hij had ook rollen in Fanboys, Take Me Home Tonight, Scenic Route en Europa Report. Vanaf november 2016 speelde Fogler de rol van Jacob Kowalski in de Fantastic Beasts films (gebaseerd op een J.K. Rowlings boek), met onder andere: Fantastic Beasts and Where to Find Them, Fantastic Beasts: The Crimes of Grindelwald en Fantastic Beasts: The Secrets of Dumbledore.
Fogler schreef het script voor Hysterical Psycho en nam de regie ervan voor zijn rekening. De film, met acteurs van het theatergezelschap Stage 13, waarvan Fogler artistiek directeur is, ging in 2009 in première op het Tribeca Film Festival. Fogler schreef en regisseerde daarna Don Peyote (2014). Hij vertolkte de hoofdrol in deze film, naast acteurs als Josh Duhamel, Anne Hathaway en Topher Grace.
Fogler heeft verschillende voice-overs gedaan in films als Horton Hears a Who! (samen met Steve Carell en Jim Carrey), Disney's Mars Needs Moms, Free Birds en Kung Fu Panda (met Jack Black en Jackie Chan).
Foglers vertolkte daarnaast ook de hoofdrol in de videoclip voor Type O Negative's nummer "I Don't Wanna Be Me", waarin hij een man speelde die zichzelf filmde terwijl hij verkleed was als verschillende beroemdheden, waaronder Marilyn Monroe, Michael Jackson, Britney Spears en ten slotte ook zanger Peter Steele van de band.

### Comics
Hysterical Psycho was Foglers eerste graphic novel. In 2010 publiceerde Archaia Entertainment de horroranthologie Moon Lake. Deze verzameling verhalen beschrijft het verleden, het heden en de toekomst van de meest spookachtige stad op aarde: Moon Lake. Zijn nieuwe strip, Brooklyn Gladiator, werd gecrowdfund via Kickstarter.

## Privéleven
In 2009 is Fogler getrouwd en hij heeft twee dochters.

## Filmografie
- Bibsys: 10011999
- Biblioteca Nacional de España: XX4952300
- Bibliothèque nationale de France: cb159655812 (data)
- Gemeinsame Normdatei: 140765069
- International Standard Name Identifier: 0000 0001 1678 4354
- Library of Congress Control Number: no2005064872
- Nationale Bibliotheek van Tsjechië: xx0225219
- Nationale Bibliotheek van Israël: 987007423591805171
- Système universitaire de documentation: 139186840
- Virtual International Authority File: 79225656
- WorldCat: E39PBJgCR4t4qDrx49xBkXg7pP